# Francisco Elson
Francisco Marinho Robby Elson (Rotterdam, 28 februari 1976) is een Nederlands voormalig basketballer van Surinaamse afkomst. Hij werd in 2007 als eerste Nederlandse basketballer kampioen in de NBA, als speler van San Antonio Spurs.

## Carrière
Elson kreeg in 1999 een contract in de NBA. Hij speelde aanvankelijk in de jeugdselectie van AMVJ Rotterdam. In de Verenigde Staten speelde hij bij de basketbalteams van de Texaanse school Kilgore Junior College en de California Golden Bears. Hij werd in 1999 gedraft door de Denver Nuggets als 41e in de tweede ronde maar zou pas in 2003 een contract tekenen bij de Nuggets. Van 1999 tot 2001 speelde hij voor FC Barcelona en in het seizoen 2001/02 voor Pamesa Valencia. Het seizoen 2002/03 speelde hij voor Caja San Fernando. 
In augustus 2006 tekende hij voor de San Antonio Spurs. Daarmee werd hij in het seizoen 2006/07 als eerste Nederlander kampioen in de NBA. Op 21 februari 2008 werd Elson geruild van de San Antonio Spurs naar de Seattle SuperSonics samen met Brent Barry en een draftpick voor Kurt Thomas. Op 14 augustus 2008 tekende hij bij de Milwaukee Bucks waar hij speelde tot in februari 2010 toen hij geruild werd naar de Philadelphia 76ers samen met Jodie Meeks voor Primož Brezec, Royal Ivey en een draftpick. 
In 2010 maakte Elson de overstap naar Utah Jazz. Daar hoopte hij meer speeltijd te krijgen. Op 27 januari 2012 tekende hij weer een contract voor tien dagen bij de Philadelphia 76ers, dat met eenzelfde periode verlengd werd. Elson speelde vijf wedstrijden voor Philadelphia. Hierna mocht hij weer vertrekken. Nadat er geen nieuwe club uit de NBA zich meldde, tekende Elson in januari 2013 bij Mahram Teheran in Iran. Met de Iraanse club bereikte hij de finale van de Iraanse play-offs. Op 22 juni maakte Elson bekend dat hij in de zomer van 2013 een punt zou zetten achter zijn basketballoopbaan. Hier kwam hij later op terug. Hij benadrukte dat hij enkel stopte met spelen voor Nederland. In maart 2014 stopte hij definitief.

## Nederlands team
Elson debuteerde op 5 juni 1998 onder bondscoach Jan Eggens in het Nederlands basketbalteam, in een wedstrijd tegen Hongarije. In de zomer van 2010 was hij de aanvoerder van de nationale ploeg. Uiteindelijk speelde Elson zestig wedstrijden voor Nederland.

## Erelijst
- Spaans landskampioen: 2001
- NBA-kampioen: 2007
- Kilgore College Athletics Hall of Fame: 2016[5]

## Statistieken

### Regulier seizoen
| Seizoen  | Team                | WG  | WS  | MPW  | 2P%  | 3P%  | FW%   | RPW | APW | SPW | BPW | PPW |
| -------- | ------------------- | --- | --- | ---- | ---- | ---- | ----- | --- | --- | --- | --- | --- |
| 2003/04  | Denver Nuggets      | 62  | 14  | 14,1 | 47,2 | 0,0  | 66,7  | 3,3 | 0,5 | 0,6 | 0,6 | 3,5 |
| 2004/05  | Denver Nuggets      | 67  | 11  | 14,0 | 46,8 | 33,3 | 57,0  | 3,0 | 0,5 | 0,5 | 0,6 | 3,7 |
| 2005/06  | Denver Nuggets      | 72  | 54  | 21,9 | 53,2 | 20,0 | 66,2  | 4,7 | 0,7 | 0,8 | 0,6 | 4,9 |
| 2006/07  | San Antonio Spurs   | 70  | 41  | 19,0 | 51,1 | 0,0  | 77,5  | 4,8 | 0,8 | 0,4 | 0,8 | 5,0 |
| 2007/08  | San Antonio Spurs   | 41  | 3   | 13,0 | 41,9 | 0,0  | 83,3  | 3,3 | 0,4 | 0,2 | 0,3 | 3,5 |
| 2007/08  | Seattle SuperSonics | 22  | 2   | 12,7 | 34,1 | 0,0  | 46,2  | 3,0 | 0,4 | 0,3 | 0,3 | 3,0 |
| 2008/09  | Milwaukee Bucks     | 59  | 23  | 16,6 | 49,1 | 25,0 | 84,6  | 3,9 | 0,5 | 0,6 | 0,6 | 3,4 |
| 2009/10  | Milwaukee Bucks     | 11  | 0   | 5,6  | 30,8 | 0,0  | 100,0 | 1,2 | 0,2 | 0,1 | 0,0 | 0,9 |
| 2009/10  | Philadelphia 76ers  | 1   | 0   | 4,0  | 50,0 | 0,0  | 0,0   | 1,0 | 0,0 | 0,0 | 0,0 | 2,0 |
| 2010/11  | Utah Jazz           | 62  | 1   | 9,8  | 47,8 | 0,0  | 83,9  | 1,9 | 0,5 | 0,3 | 0,2 | 2,2 |
| 2011/12  | Philadelphia 76ers  | 5   | 0   | 3,2  | 33,3 | 0,0  | 0,0   | 0,2 | 0,2 | 0,2 | 0,2 | 0,4 |
| Carrière | Carrière            | 472 | 149 | 15,3 | 47,8 | 18,8 | 70,0  | 3,5 | 0,6 | 0,5 | 0,5 | 3,7 |

### Play-offs
| Seizoen  | Team              | WG | WS | MPW  | 2P%  | 3P% | FW%  | RPW | APW | SPW | BPW | PPW |
| -------- | ----------------- | -- | -- | ---- | ---- | --- | ---- | --- | --- | --- | --- | --- |
| 2003/04  | Denver Nuggets    | 4  | 0  | 15,0 | 58,3 | 0,0 | 50,0 | 2,3 | 0,5 | 0,5 | 0,3 | 3,8 |
| 2004/05  | Denver Nuggets    | 1  | 0  | 6,0  | 0,0  | 0,0 | 0,0  | 3,0 | 0,0 | 0,0 | 0,0 | 0,0 |
| 2005/06  | Denver Nuggets    | 5  | 2  | 15,0 | 60,0 | 0,0 | 0,0  | 2,2 | 0,4 | 0,8 | 0,0 | 1,2 |
| 2006/07  | San Antonio Spurs | 20 | 8  | 11,5 | 59,1 | 0,0 | 70,0 | 3,1 | 0,1 | 0,4 | 0,3 | 3,3 |
| Carrière | Carrière          | 30 | 10 | 12,4 | 58,1 | 0,0 | 68,2 | 2,8 | 0,2 | 0,5 | 0,2 | 2,9 |

2 Ely · 
4 Finley · 
5 Horry · 
7 Oberto · 
9 Parker · 
11 Vaughn · 
12 Bowen · 
14 Udrih · 
15 Bonner · 
16 Elson · 
17 Barry · 
20 Ginóbili · 
21 Duncan · 
33 White · 
45 Butler · 
Coach Popovich